# Oxyde de trioctylphosphine
L'oxyde de trioctylphosphine, ou TOPO, est un composé organophosphoré de formule chimique ,OP(C8H17)3. Il se présente sous la forme d'un solide blanc, stable à température ambiante. Il est utilisé comme agent d'extraction et de stabilisation. 
On obtient le TOPO par oxydation de la trioctylphosphine, elle-même obtenue par alkylation du trichlorure de phosphore PCl3.
La principale utilisation du TOPO est comme solvant d'extraction pour métaux, notamment l'uranium. Le fait qu'il soit particulièrement lipophile et polaire sont des propriétés essentielles dans cet usage. Sa polarité, qui provient de la nature dipolaire de la liaison phosphore–oxygène, permet à ce composé de se lier aux ions métalliques. Les groupes octyle confèrent à la molécule sa solubilité dans les solvants apolaires tels que le kérosène.
Au laboratoire, la trioctylphosphine et le TOPO sont fréquemment utilisés comme ligands de coiffa pour la production de boîtes quantiques telles que celles en séléniure de cadmium CdSe. Dans ces cas-là, le TOPO est utilisé comme solvant pour la synthèse et pour solubiliser les nanoparticules en croissance. Les boîtes quantiques recouvertes de TOPO sont généralement solubles dans le chloroforme, le toluène et, dans une moindre mesure, dans l'hexane.